# Kapela sv. Marije Magdalene (Pušća)
Kapela sv. Marije Magdalene je rimokatolička građevina u mjestu Marija Magdalena, općini Pušća.

## Opis
Kapela sv. Marije Magdalene smještena je na vrhu brijega u sjevernom dijelu istoimenoga naselja. Sagrađena je 1886. godine na mjestu starije kapele, a oko nje je formirano seosko groblje. Jednobrodna građevina pravokutnog tlocrta zaključena je nižim i užim svetištem te poligonalnom apsidom. Iznad središnje osi glavnoga pročelja izdiže se toranj zaključen bakrenom lukovicom. Jedini plastički akcent zabatno zaključenoga glavnoga pročelja jest polukružni luk portala sa zaglavnim kamenom na kojemu je u reljefu prikazana muška glava. Unutrašnji prostor kapele zaključen je ravnim stropom i osvijetljen kroz dva prozora na južnoj strani. Dominantnim položajem na vrhu brijega te skladnim odnosom prema pejzažu kapela s neposrednim prostornim okruženjem ostvaruje visoku ambijentalnu vrijednost.

## Zaštita
Pod oznakom Z-5942 zavedena je kao nepokretno kulturno dobro - pojedinačno, pravna statusa zaštićena kulturnog dobra, klasificirano kao "sakralna graditeljska baština".